# Loving Highsmith
Loving Highsmith (Schweiz/Deutschland 2022) ist ein Dokumentarfilm von Eva Vitija über das lesbische Leben und die Frauenbeziehungen der Schriftstellerin Patricia Highsmith. Der Film beruht auf privaten Aufzeichnungen von Highsmith und auf Interviews mit Ex-Partnerinnen und Familienangehörigen.

## Inhalt
Die amerikanische Schriftstellerin Patricia Highsmith (1921–1995) gilt als Meisterin des psychologischen Thrillers. Durch Romane wie Zwei Fremde im Zug und Der talentierte Mr. Ripley erlangte sie Weltruhm. Privat galt Highsmith als exzentrische Einzelgängerin, die ihr Privatleben sorgfältig vor der Öffentlichkeit abschirmte. Dass sie lesbisch war, regelmäßig in den Kreisen der damaligen künstlerischen, oft homosexuellen Subkultur in New York verkehrte, blieb der Öffentlichkeit lange verborgen; nicht einmal ihre Familie wusste davon.
Ihr Liebesleben zeichnete Highsmith jedoch in ihren Tage- und Notizbüchern auf, die nach ihrem Tod in ihrem Haus im Schweizer Tessin entdeckt wurden. Die Entdeckung dieser intimen Aufzeichnungen, die anlässlich des 100. Geburtstags der Schriftstellerin erstmals veröffentlicht wurden, wirft auf die Person Patricia Highsmith ebenso wie auf ihre Werke ein neues Licht.
Der Film verweist darauf, dass sich zwischen dem Privatleben Higsmiths und den Charakteren in ihren Werken zahlreiche Ähnlichkeiten auffinden lassen, vor allem im Hinblick auf zwiespältige oder geheime Identitäten, verborgene persönliche Abgründe und Gefühle von Zerrissenheit und Amoralität wie in der Serie um den zwielichtigen Doppelspieler und unenttarnten Mörder Tom Ripley.
Vor allem in jungen Jahren lebte Patricia ihre Homosexualität in der lesbischen New Yorker Bohème, später auch in der West-Berliner Subkultur freizügig aus. Sie hatte zahlreiche, oft deutlich jüngere Geliebte, darunter die deutsche Schauspielerin und Künstlerin Tabea Blumenschein, die US-amerikanische Schriftstellerin Marijane Meaker, die Soziologin Ellen Hill, die Künstlerin Monique Buffet sowie zahllose andere, von denen einige im Film als Interviewpartnerinnen auftreten.
Highsmith litt zeitlebens unter dem Zwang zur Geheimhaltung, denn Homosexualität in den Vereinigten Staaten der Nachkriegszeit und der 50er Jahre war geprägt von Strafverfolgung, gesellschaftlicher Ächtung und Diskriminierung. Sie musste befürchten, ihr Leben und ihre Karriere zu ruinieren, falls Details aus ihrem Privatleben jemals an die Öffentlichkeit gelangten.

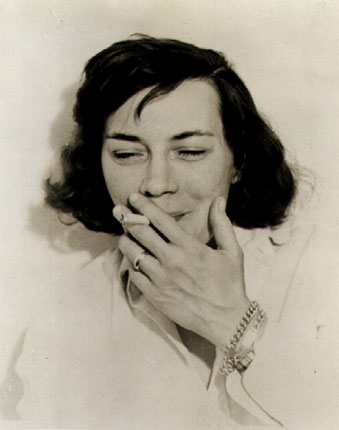
Patricia Highsmith

Unter dem Pseudonym Claire Morgan schrieb sie allerdings schon zu Beginn ihrer Karriere 1952 einen lesbischen Liebesroman: Salz und sein Preis oder Carol (englisch: The Price of Salt oder Carol). In ihren Aufzeichnungen notierte sie: „Schreiben ... ist natürlich ein Ersatz für das Leben, das ich nicht leben kann, das mir verwehrt ist.“ Im Gegensatz zu anderen Romanen dieser Zeit mit lesbischen oder homosexuellen Charakteren, die üblicherweise an ihrem verbotenen Begehren scheitern, bestraft werden oder gar Suizid vollziehen, endet der Roman Carol zumindest mit der Andeutung eines Happyends. Highsmith lüftete jedoch erst gegen Ende ihres Lebens das Pseudonym und bekannte sich offen zu ihrem Buch.
Der Film Lovingh Highsmith würdigt die schwierigen Lebensumstände von Highsmith, verschweigt aber auch nicht ihre Ambivalenzen und eher düsteren Aspekte wie ihre antisemitischen, rassistischen, auch frauenfeindlichen Äußerungen, die sich in ihren Tage- und Notizbüchern finden lassen.
Eva Vitija versucht solche Äußerungen vorsichtig aus Highsmiths Lebensumständen heraus zu verstehen wie zum Beispiel aus der intensiven Hassliebe zur Mutter, von der Patricia sich zeitlebens abgelehnt fühlte, wie aus ihren Tagebüchern und im Film aus Interviews mit Familienmitgliedern hervorgeht. Ob das eine ausreichende Erklärung ist, bleibt offen.

## Festivals und Preise
- 2022: Solothurner Filmtage, Schweiz[15]
- 2022: Athens International Film Festival (AIFF)[16]
- 2022: Galway Film Fleadh
- 2022: DOCAVIV, Israel[17]
- 2023: Frameline FF[18]
- 2023: Film Fest Gent[19]
- 2023: Festival do Rio[20]
- 2023: Locarno Film Festival[21]
- 2023: Nominierung für den Schweizer Filmpreis als Best Documentary Film[22]

## Weiterführende Literatur
- Marijane Meaker: Meine Jahre mit Pat: Erinnerungen an Patricia Highsmith. Übersetzt von Manfred Allié. Diogenes, Zürich 2008, ISBN 978-3-257-23742-9.
- Anna von Planta: Patricia Highsmith – Tage- und Notizbücher. Diogenes, Zürich 2021, ISBN 978-3-257-07147-4.